# Alice Blue Gown
Alice Blue Gown ist ein Lied, das Harry Tierney (Musik) und Joseph McCarthy (Text) schrieben und 1919 im Musikverlag von Leo Feist veröffentlichten.

## Erste Aufnahmen und Hintergrund
Vorgestellt wurde  Alice Blue Gown, ein Walzer im 3/4-Takt, 1919 in dem Broadway-Musical Irene mit Edith Day in der Hauptrolle. Dies war ein sentimentales Stück über ein irisches Arbeitermädchen, das einen Selfmademillionär heiratet; es lieferte das Muster für die Cinderella-Musicals der 1920er-Jahre. Am 2. Februar 1920 nahm Edith Day Alice Blue Gown für die Columbia Light Opera Company auf, die ihn auf der B-Seite des Titelsongs „Irene“ veröffentlichte.
McCarthy und Tierney hatten Alice Blue Gown Präsident Teddy Roosevelts junger Tochter Alice (1884–1980) gewidmet, deren Markenzeichen azurblaue Abendkleider waren. „Der Songtext suggeriert eine sittsam-zurückhaltende junge Frau, doch Alice war das genaue Gegenteil davon, tatsächlich der vollkommene Schrecken.“
Bei den Proben hatte Edith Day den Komponisten Tierney gesagt, sie bräuchte ein Lied, das ihren Bühnencharakter etablieren solle; bekannt war sie durch den sentimentalen Song „Little Grey Home in the West“ geworden, und sie wollte  nun einen ähnlichen Titel geschrieben haben. Tierney veränderte daraufhin die Eröffnungssequenz dieses Lieds, bis es zu Alice Blue Gown wurde. „Als der Song nach dem Ersten Weltkrieg erschien, gaben ihm das Walzer-Tempo und die etwas archaische Sprache (Then in the manner of fashion I'd frown) die Anmutung einer sentimentalen Ballade, die sich zurück auf die Vorkriegsruhe besinnt, die vor der verrückten Freiheit der Zwanziger Jahre lag.“ Die erste Strophe des Lieds lautete:

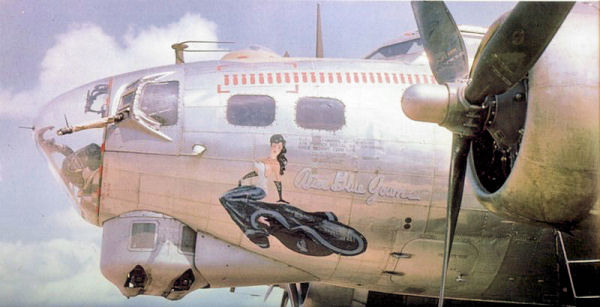
Der Mythos des Songs Alice Blue Gown wurde im Zweiten Weltkrieg auch in einer Inschrift auf einem Boeing B-17-Bomber der U.S. Army Air Forces beschworen.

I once had a gown, it was almost new,
Oh, the daintiest thing, it was sweet Alice blue,
With little forget-me-nots placed here and there,
When I had it on, oh, I walked on the air!
And it wore, and it wore, and it wore,
’Til it went, and it wasn’t no more.

## Coverversionen
Bereits 1920 wurde Alice Blue Gown auch von Jazzmusikern aufgenommen. Am 14. Mai 1920 coverte ihn die Original Dixieland Jazz Band in London (Columbia 829),  im Juni in New York Isham Jones für Brunswick und im Oktober die Tanzkapelle Joseph C. Smith's Orchestra (Victor 18700). Die Opernsängerin Irene Williams interpretierte ihn ebenfalls 1920 (Brunswick 5003). Alice Blue Gown wurde zu einem der größten Hits dieser Zeit; ab den späten 1920er-Jahren nahmen ihn sowohl in Amerika als auch in Europa Red Nichols, Spike Hughes, Louis Prima, Nat Shilkret, Nat Gonella, Ben Pollack, Benny Goodman, Teddy Wilson, Glenn Miller, Harry James, Bob Crosby, Tommy Dorsey, Jerry Wald, Muggsy Spanier und Eddie Condon auf.
1940 fand der Song auch Verwendung in dem Spielfilm Irene (Regie Herbert Wilcox) mit Ann Neagle und Ray Milland in den Hauptrollen. In der Folge kam der Song auch in die US-Charts; Frankie Masters and His Orchestra (Gesang Marion Francis; Vocalion 5455) im Mai 1940 (#7), Ozzie Nelson and His Orchestra (Gesang Rose Ann Stevens; Bluebird 10659) auf #16 und das Glenn Miller Orchestra auf #18.
In der Nachkriegszeit nahmen ihn auch Jo Stafford, Judy Garland, June Christy/Johnny Guarnieri, Harry Shields, Dorothy Donegan, George Brunies, Les Elgart, Bob Scobey, Carl Kress, Bobby Byrne und das Duke Ellington Orchestra (At the Bal Masque) auf; in späteren Jahren war der Song im Repertoire von Revivalbands wie von Chris Barber, Lars Edegran, Ed Polcer oder Trevor Richards. Auch der Countrysänger Milton Brown, der Ragtime-Pianist Johnny Maddox (Dot 15062) und der Rock-n-Roll-Sänger Ray B Anthony aus Memphis (Sun 333) coverten ihn. Im Bereich des Jazz listet der Diskograf Tom Lord 122 Coverversionen des Songs.